# Улица Матросова (Павловск)
Улица Матро́сова — улица в городе Павловске (Пушкинский район Санкт-Петербурга). Проходит от улицы Круглый Пруд до улицы Лермонтова.
Наименована в 1960-х годах в честь стрелка-автоматчика Героя Советского Союза А. М. Матросова (Ш. Ф. Мухамедьянова).
Начальный участок улицы от улицы Круглый Пруд до перспективного перекрестка с Социалистической улицей представляет собой пешеходную тропу.